# Édouard Ferlet
Édouard Ferlet, né en 1971, est un pianiste de jazz français.

## Débuts
Édouard Ferlet commence le piano à l’âge de 7 ans et étudie le classique à l'École normale de musique de Paris, puis au Conservatoire régional tout en participant à plusieurs stages de jazz. À la fin des années 1980, il part étudier le jazz à Boston, aux États-Unis et apprend avec des professeurs de renom : Herb Pomeroy, Hal Crook, Ed Tomassi, Ray Santisi, Ed Bedner… En 1992, il obtient son diplôme au Berklee College of Music en « Jazz composition » et reçoit le prix du meilleur pianiste de jazz : le « Berklee Jazz Performance Award ».

## Carrière
En 2000, il rencontre le contrebassiste Jean-Philippe Viret avec qui il va faire un long parcours : trois albums produits en France en 6 ans (« Considérations », « Étant donnés » et « L’indicible »), mais aussi un DVD et un CD distribués uniquement au Japon. Ce trio remporte un très large succès grâce à l’originalité de la musique et des compositions de Jean-Philippe Viret et d'Édouard Ferlet. En quelques années, ce trio, fleuron du label Sketch, est nommé au Djangodor, aux Victoires de la musique et reçoit d'excellents échos dans les médias (Télérama, l’Express, TSF…). En 2004, Édouard Ferlet sort son premier album en piano solo « Par Tous Les Temps », qui reçoit un très bon accueil : les réactions de la presse sont unanimes et l'Académie Charles-Cros lui décerne un Coup de cœur.
Parallèlement, il accompagne des chanteurs d’horizons variés : Mark Murphy dans le jazz, Manda Djin dans le gospel, Geoffrey Oryema dans la world music et Lambert Wilson dans le cabaret. Grâce à la confiance de Julia Migenes, il conduit la direction musicale et les arrangements musicaux de son spectacle « Alter Ego », avec lequel il tourne dans le monde entier : Chine, Canada, Allemagne, Espagne… et dans les plus belles salles en France, comme le théâtre du Châtelet à Paris. Il est remarqué pour sa discrétion dans l’accompagnement, toujours au service de la chanteuse, mais aussi pour son originalité et son engagement artistique lors des interludes instrumentaux.
En fin d’année 2006, il crée avec Benjamin Gratton son propre label, Mélisse Productions.
L'Écharpe d'Iris, sorti le 25 octobre 2007, a reçu un bon accueil de la critique.
Think Bach, sorti le 25 septembre 2012, autour de la musique de Bach, a reçu un bon accueil critique (ƒƒƒƒ Télérama, sélection France Musique, sélection Jazz News Magazine...). Un second opus sort en 2017.

## Distinctions
Édouard Ferlet est nommé chevalier dans l'Ordre des Arts et des Lettres en janvier 2010.

## Discographie

### En tant que leader ou co-leader
- 1996 : Réflections, avec Marc Buronfosse
- 1997 : Escale
- 1999 : Zazimut
- 2001 : Considérations, avec Jean-Philippe Viret et Antoine Banville
- 2002 : Étant Donnés, avec Jean-Philippe Viret et Antoine Banville
- 2004 : Par Tous Les Temps
- 2004 : Autrement dit, avec Jean-Philippe Viret et Antoine Banville
- 2006 : L'indicible, avec Jean-Philippe Viret et Antoine Banville
- 2007 : L'Écharpe d'Iris (Mélisse)
- 2008 : Soul and sour, avec François Decamps, Mareck Patrman, Piet Verbist
- 2009 : Filigrane (Mélisse)
- 2010 : Pour, avec Jean-Philippe Viret (contrebasse) et Fabrice Moreau (batterie) (Mélisse)
- 2012 : Think Bach (Mélisse)
- 2013 : Le Mâle entendu, Nancy Huston, avec Jean-Philippe Viret (contrebasse) et Fabrice Moreau (batterie) (Mélisse)
- 2014 : L'ineffable, avec Jean-Philippe Viret (contrebasse) et Fabrice Moreau (batterie) (Mélisse)
- 2015 : Bach : Plucked/Unplucked, en duo avec Violaine Cochard (Alpha)
- 2016 : Pentagramme, en duo avec Paul Beynet (1001 Notes)
- 2017 : Think Bach Op. 2 (Mélisse)
- 2017 : Aïrés, avec Stéphane Kerecki et Airelle Besson, (Alpha, Outhere)
- 2019 : Ivresse, avec Jean-Philippe Viret (contrebasse) et Fabrice Moreau (batterie) (Mélisse)
- 2021  : Pianoïd (Mélisse)
- 2023  : Pianoïd² (Mélisse)

### En tant que sideman
- 2000 : Frédéric Couderc quartet, avec Frédéric Couderc, Nicolas Perlier et Laurent Bataille (Cristal Records FC02000)
- 2002 : French Cricket, avec Brunt'Off (Gary Brunton)